# Smoke House Pictures
Smoke House Pictures (стилізована назва Smokehouse Pictures) — американська кінотелекомпанія. Заснована 2006 року Джорджем Клуні та Грантом Гесловим після припинення роботи компанії Section Eight Productions. Назва компанії походить від назви ресторану Smoke House, що знаходиться через дорогу від студії Warner Bros. в Бербанку, Каліфорнія.

## Фільмографія

### Фільми
| Рік  | Фільм                    | Режисер           | Примітки                                                                                      |
| ---- | ------------------------ | ----------------- | --------------------------------------------------------------------------------------------- |
| 2008 | Кохання поза правилами   | Джордж Клуні      |                                                                                               |
| 2009 | Дитячий майданчик        | Ліббі Спірс       |                                                                                               |
| 2009 | Бойовий гіпноз проти кіз | Грант Геслов      |                                                                                               |
| 2010 | Американець              | Антон Корбейн     |                                                                                               |
| 2011 | Березневі іди            | Джордж Клуні      |                                                                                               |
| 2012 | Арго                     | Бен Аффлек        | Найкращий фільм: Оскар, AFI, Золотий глобус, BAFTA Найкращий режисер: «Золотий глобус», BAFTA |
| 2013 | Серпень: Графство Осейдж | Джон Веллс        |                                                                                               |
| 2014 | Мисливці за скарбами     | Джордж Клуні      |                                                                                               |
| 2015 | Наш бренд — це криза     | Девід Гордон Грін |                                                                                               |
| 2016 | Грошова пастка           | Джоді Фостер      |                                                                                               |
| 2017 | Субурбікон               | Джордж Клуні      |                                                                                               |
| 2018 | Вісім подруг Оушена      | Гері Росс         |                                                                                               |
| 2018 | O.G.                     | Мадлен Саклер     |                                                                                               |
| 2020 | Опівнічне небо           | Джордж Клуні      |                                                                                               |
| 2021 | Ніжний бар               | Джордж Клуні      |                                                                                               |
| 2022 | Квиток у рай             | Ол Паркер         |                                                                                               |
| TBA  | Вовки                    | Джон Воттс        |                                                                                               |

### Телебачення
| Назва                                        | Перший ефір    | Останній ефір  | Спільне виробництво                    | Мережа   | Примітки |
| -------------------------------------------- | -------------- | -------------- | -------------------------------------- | -------- | -------- |
| Пастка-22                                    | 17 травня 2019 | 17 травня 2019 | Anonymous Content Paramount Television | Hulu     |          |
| Про те, як стати Богом у Центральній Флориді | 25 серпня 2019 | 20 жовтня 2019 | Pali Eyes Pictures TriStar Television  | Showtime |          |